# Lone Tree (Iowa)
Lone Tree es una ciudad ubicada en el condado de Johnson en el estado estadounidense de Iowa. En el censo de 2010 tenía una población de 1300 habitantes y una densidad poblacional de 481,7 personas por km².

## Geografía
Lone Tree se encuentra ubicada en las coordenadas 41°29′12″N 91°25′34″O / 41.48667, -91.42611. Según la Oficina del Censo de los Estados Unidos, Lone Tree tiene una superficie total de 2.7 km², de la cual 2.7 km² corresponden a tierra firme y (0%) 0 km² es agua.

## Demografía
Según el censo de 2010, había 1300 personas residiendo en Lone Tree. La densidad de población era de 481,7 hab./km². De los 1300 habitantes, Lone Tree estaba compuesto por el 94.77% blancos, el 0.69% eran afroamericanos, el 0.23% eran amerindios, el 0.54% eran asiáticos, el 0% eran isleños del Pacífico, el 1.69% eran de otras razas y el 2.08% pertenecían a dos o más razas. Del total de la población el 4% eran hispanos o latinos de cualquier raza.